# Sci alpino ai X Giochi olimpici invernali - Slalom gigante femminile
Tra le competizioni dello sci alpino ai X Giochi olimpici invernali di Grenoble 1968 lo slalom gigante femminile si disputò giovedì 15 febbraio sulla pista Gaboureaux di Chamrousse/Le Recoin; la canadese Nancy Greene vinse la medaglia d'oro, la francese Annie Famose quella d'argento e la svizzera Fernande Bochatay quella di bronzo, valide anche ai fini dei Campionati mondiali di sci alpino 1968.
Detentrice uscente del titolo era la francese Marielle Goitschel, che aveva vinto la gara dei IX Giochi olimpici invernali di Innsbruck 1964 disputata sulla pista Axamer Lizum di Axams precedendo la connazionale Christine Goitschel e la statunitense Jean Saubert (medaglia d'argento a pari merito); la campionessa mondiale in carica era la stessa Marielle Goitschel, vincitrice a Portillo 1966 davanti all'austriaca Heidi Zimmermann e alla francese Florence Steurer.

## Risultati
| Pos. | Pett. | Atleta               | Nazione          | Tempo   | Distacco |
| ---- | ----- | -------------------- | ---------------- | ------- | -------- |
| 1    | 9     | Nancy Greene         | Canada           | 1:51,97 |          |
| 2    | 5     | Annie Famose         | Francia          | 1:54,61 | +2,64    |
| 3    | 8     | Fernande Bochatay    | Svizzera         | 1:54,74 | +2,77    |
| 4    | 6     | Florence Steurer     | Francia          | 1:54,75 | +2,78    |
| 5    | 3     | Olga Pall            | Austria          | 1:55,61 | +3,64    |
| 6    | 1     | Isabelle Mir         | Francia          | 1:56,07 | +4,10    |
| 7    | 15    | Marielle Goitschel   | Francia          | 1:56,09 | +4,12    |
| 8    | 14    | Divina Galica        | Gran Bretagna    | 1:56,58 | +4,61    |
| 9    | 7     | Gertrud Gabl         | Austria          | 1:56,85 | +4,88    |
| 10   | 4     | Burgl Färbinger      | Germania Ovest   | 1:57,20 | +5,23    |
| 11   | 30    | Brigitte Seiwald     | Austria          | 1:57,26 | +5,29    |
| 12   | 2     | Judy Nagel           | Stati Uniti      | 1:57,39 | +5,42    |
| 13   | 12    | Annerösli Zryd       | Svizzera         | 1:57,60 | +5,63    |
| 14   | 11    | Giustina Demetz      | Italia           | 1:57,86 | +5,89    |
| 15   | 18    | Christine Laprell    | Germania Ovest   | 1:58,12 | +6,15    |
| 16   | 31    | Karen Dokka          | Canada           | 1:58,36 | +6,39    |
| 17   | 10    | Suzy Chaffee         | Stati Uniti      | 1:58,38 | +6,41    |
| 18   | 25    | Margret Hafen        | Germania Ovest   | 1:58,47 | +6,50    |
| 19   | 38    | Vreni Inäbnit        | Svizzera         | 1:58,50 | +6,53    |
| 20   | 13    | Rosi Mittermaier     | Germania Ovest   | 1:58,75 | +6,78    |
| 21   | 22    | Kiki Cutter          | Stati Uniti      | 1:59,52 | +7,55    |
| 22   | 29    | Wendy Allen          | Stati Uniti      | 2:00,03 | +8,06    |
| 23   | 17    | Glorianda Cipolla    | Italia           | 2:00,07 | +8,10    |
| 24   | 19    | Felicity Field       | Gran Bretagna    | 2:00,55 | +8,58    |
| 25   | 23    | Judi Leinweber       | Canada           | 2:00,57 | +8,60    |
| 26   | 26    | Gina Hathorn         | Gran Bretagna    | 2:00,80 | +8,83    |
| 27   | 27    | Lisi Pall            | Austria          | 2:00,91 | +8,94    |
| 28   | 21    | Aud Hvammen          | Norvegia         | 2:01,30 | +9,33    |
| 29   | 24    | Majda Ankele         | Jugoslavia       | 2:02,44 | +10,47   |
| 30   | 36    | Helen Jamieson       | Gran Bretagna    | 2:02,99 | +11,02   |
| 31   | 37    | Lotte Nogler         | Italia           | 2:04,87 | +12,90   |
| 32   | 33    | Clotilde Fasolis     | Italia           | 2:05,20 | +13,23   |
| 33   | 45    | Marta Bühler         | Liechtenstein    | 2:06,20 | +14,23   |
| 34   | 46    | Al'fina Suchanova    | Unione Sovietica | 2:06,48 | +14,51   |
| 35   | 34    | Ingrid Sundberg      | Svezia           | 2:08,54 | +16,57   |
| 36   | 52    | Mihoko Otsue         | Giappone         | 2:10,56 | +18,59   |
| 37   | 54    | Irene Viaene         | Argentina        | 2:11,68 | +19,71   |
| 38   | 49    | Helga María Sista    | Argentina        | 2:11,75 | +19,78   |
| 39   | 47    | Galina Sidorova      | Unione Sovietica | 2:12,01 | +20,04   |
| 40   | 48    | Nina Merkulova       | Unione Sovietica | 2:12,71 | +20,74   |
| 41   | 44    | Verena Vogt          | Cile             | 2:13,18 | +21,21   |
| 42   | 42    | Anne Reid            | Nuova Zelanda    | 2:13,30 | +21,33   |
|      | 20    | Madeleine Wuilloud   | Svizzera         | DNF     | DNF      |
|      | 53    | Ana Sabine Naumann   | Argentina        | DNF     | DNF      |
|      | 28    | Anna Mohrová         | Cecoslovacchia   | DSQ     | DSQ      |
|      | 39    | Betsy Clifford       | Canada           | DSQ     | DSQ      |
|      | 43    | Irina Turundaevskaja | Unione Sovietica | DSQ     | DSQ      |
|      | 35    | Dikke Eger           | Norvegia         | DNS     | DNS      |
|      | 51    | Margot Blakely       | Nuova Zelanda    | DNS     | DNS      |

Legenda:

DNF = prova non completata

DSQ = squalificata

DNS = non partita

Pos. = posizione

Pett. = pettorale
Pista: Gaboureaux

Partenza: 

Arrivo: 

Lunghezza: 1 610 m

Dislivello: 450 m

Porte: 68

Tracciatore: Jean Béranger (Francia)